# Germain Kouassi
Pour les articles homonymes, voir Kouassi.
Germain Kouassi, né en 1937 à Grand-Bassam et mort le 21 juillet 2020 à Abidjan, est un joueur et entraîneur ivoirien de basket-ball.

## Carrière
Germain Kouassi évolue en tant que meneur de jeu à la Jeanne d'Arc d'Abidjan et en sélection nationale ivoirienne dans les années 1960 et 1970 où il est à plusieurs reprises sacré champion de Côte d'Ivoire,.
Il devient entraîneur de la Jeanne d'Arc d'Abidjan en 1974 et sélectionneur de l'équipe de Côte d'Ivoire, remportant la Coupe CEDEAO en 1978 à Dakar au Sénégal ainsi que le Championnat d'Afrique de basket-ball 1981 à Mogadiscio.